# منتخب الهند لهوكي الحقل للسيدات
منتخب الهند الوطني لهوكي الحقل للسيدات (بالهندية: भारतीय महिला हॉकी टीम)‏ هو ممثل الهند الرسمي في المنافسات الدولية في هوكي الحقل في فئة رياضة نسوية.